# ويلبر هال
ويلبر هال (بالإنجليزية: Wilbur Hall)‏ هو عازف جاز أمريكي، ولد في 18 نوفمبر 1894، وتوفي في 30 يونيو 1983.

## وصلات خارجية
- ويلبر هال على موقع IMDb (الإنجليزية)
- ويلبر هال على موقع ميوزك برينز (الإنجليزية)